# 러시아의 소리
러시아의 소리(러시아어: Радио Голос России, 영어: Voice of Russia, 문화어: 로씨야의 소리, 약칭 VOR)는 소비에트 연방의 국영 방송국이었다. 현재는 러시아의 국영 방송국이다. 소비에트 연방의 붕괴 이전에는 모스크바 라디오라고 불렸다. 현재는 홈페이지를 통해 인터넷 기사도 서비스하고 있다.
한국어판 정식 명칭은 2011년 말 김정일 사망 이전까지 '로씨야의 소리'였으나, 김정일 사망 이후 남한식 표기에 따라 '러시아의 소리'로 바꿨다. 평양 문화어로 된 한국어 기사가 많았으나, 최근 들어 서울 표준어로 작성된 기사의 양도 늘어나고 있다. 레닌그라드 대학교 출신의 안드레이 란코프 국민대 교수가 주기적으로 칼럼을 쓰고 있다.

## 연혁

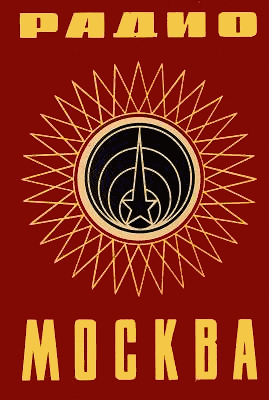
1969년에 발행한 QSL 카드.

- 1929년 10월 29일 독일어 방송 개시
- 1929년 11월 프랑스어 방송 개시
- 1929년 12월 영어 방송 개시
- 1945년 8월 15일 한국어 방송 개시
- 1946년 12월 3일 하바로프스크 지국 개국
- 2009년 3월 29일 한국어 방송을 폐지하고 인터넷 방송을 개설
- 2014년 11월 10일 스푸트니크 뉴스의 라디오 스푸트니크로 대체됨

## 초기
모스크바 라디오는 1922년 모스크바주에서 주립 RV-1 송신기를 통해 방송을 하면서 개국하였다. 1925년에 2번째 방송 센터가 레닌그라드에서 방송되었다. 모스크바 라디오는 1939년 영어, 프랑스어, 독일어, 이탈리아어, 아랍어방송을 개국하였다. 1930년대에는 이 방송이 독일, 이탈리아에서 아돌프 히틀러의 사상과 베니토 무솔리니의 사상을 표현했다. 한국이 광복한 1945년 8월 15일에는 한국어방송을 개국하였다.

## 냉전 시대
1950년대초 모스크바 라디오는 블라디보스토크와 마가단 중계국을 통해 미국을 향한 방송을 개시하였다.
1950년대말 모스크바 라디오는 아프리카 대륙에 거주하는 청취자를 목적으로 영어, 프랑스어 방송을 개시하였다. 1961년 모스크바 라디오는 암하라어, 스와힐리어, 하우사어 방송을 개시하였다. 시간이 지나면서 아프리카에서 거주하는 모스크바 라디오의 청취자들은 아프리카에서 통용되는 8개의 다른 언어로 방송을 들을 수 있게 되었다.
1963년에는 전 세계의 청취자를 향해 최초로 전문적인 뉴스 속보를 방송에 내보내게 되었다. 냉전에 대한 거의 대부분의 뉴스는 미국과 소련 간의 관계에 대한 논평에 초점이 맞춰졌고, 보도되었다.
1970년대에 모스크바 라디오의 묘미 있는 이야기가 라디오 논평에서 논평가에 의해 알려 졌을 때에는, "소식과 견해"라고 불렸다. 빅토르 글라주노프, 레오니트 라사딘, 유리 샬리긴, 알렉산드르 쿠시니르, 유리 솔톤, 블라디슬라프 체르누하 등이 야심있게 이 작업에 참가했다. 주요 정보와 모스크바 라디오 외국 정보의 분석적인 프로그램이 몇 년동안에 증가했다.

## 1980년대 ~ 1991년의 변화
1970년대에 모스크바 라디오의 영어방송은 BBC 월드 서비스에 의해 "모스크바 라디오 월드 서비스"로 불렸다. 이 프로젝트는 모스크바 라디오의 언론인이자 경영자인 알렉산드르 예브스타피예프가 긴 기간 감독했다.

## 1991년 이후
소비에트 연방의 붕괴 이후 모스크바 라디오는 러시아의 국제방송 역할을 맡게 되었다. 그에 따라 방송국 이름을 러시아의 소리라고 개칭되었다.

## 한국어 방송
러시아의 소리 한국어 방송은 1945년 8월 15일 한국이 일본으로부터 해방된 직후에 첫 방송을 개시하였다. 초창기에는 15분씩 두 차례 방송을 하다가 방송시간을 차츰 차츰 늘려 단파와 중파로 3시간씩 한국을 향해 방송했다. 러시아의 소리 한국어 방송은 대한민국의 한국방송공사와 조선민주주의인민공화국의 조선중앙방송위원회와 협력 관계를 맺고 있다.
- 매일 3시간 방송(2009년 3월 29일부터 폐지되었다.)[1]

| 한반도 시간 | 중파 주파수 | 단파 주파수     |
| 19:00~20:00 |             | 15470, 9765 kHz |
| 21:00~22:00 | 648 kHz     | 9490 kHz        |
| 23:00~00:00 | 1323 kHz    | 9640, 5900 kHz  |

## 방송 언어
| - 한국어(폐지됨) - 러시아어 - 알바니아어 - 아랍어 - 벵골어 - 불가리아어 - 체코어 - 다리어 - 영어 - 핀란드어 | - 독일어 - 그리스어 - 힌디어 - 헝가리어 - 이탈리아어 - 일본어 - 몽골어 - 노르웨이어 - 파슈토어 - 페르시아어 | - 폴란드어 - 포르투갈어 - 루마니아어 - 세르비아어 - 슬로바키아어 - 스페인어 - 스웨덴어 - 튀르키예어 - 우르두어 - 베트남어 | - 중국어 - 우크라이나어 - 조지아어 - 키르기스어 |

## 주소
115326, Russia, Moscow, st.Pyatnitskaya 25, Voice of Russia, Korean section